# Renato Simoni
Pour les articles homonymes, voir Simoni.

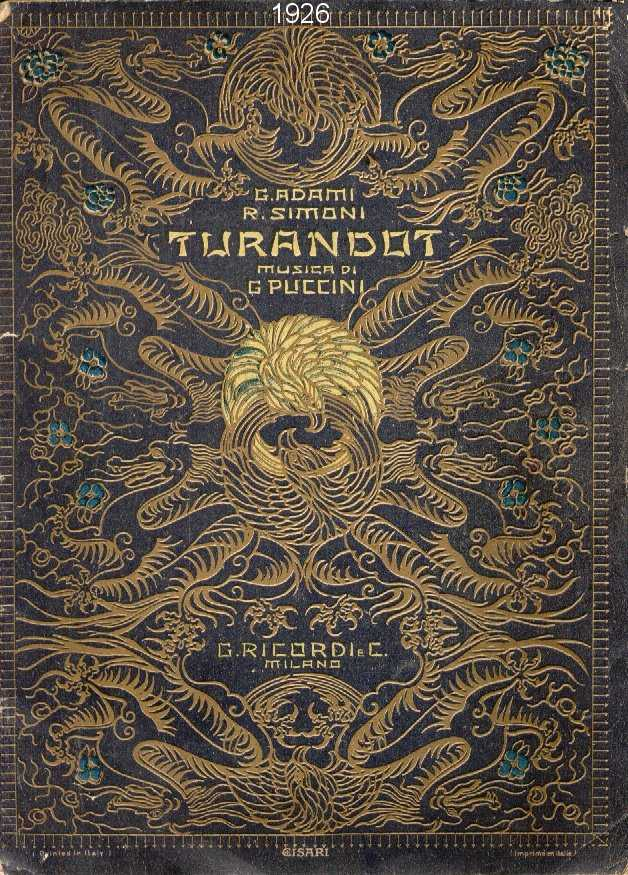
Livret de Turandot de R. Simoni et G. Adami.

Renato Simoni (né le 5 septembre 1875 à Vérone et mort le 5 juillet 1952 à Milan) est un écrivain, journaliste, dramaturge, scénariste, réalisateur, critique dramatique et critique de cinéma italien.

## Biographie
En 1924, Renato Simoni travaille sur la rédaction du livret Turandot, en collaboration avec Giuseppe Adami et le compositeur Giacomo Puccini.
Renato Simoni est également rédacteur en chef du journal de Vérone L'Adige. En 1902, il tient la rubrique de critique théâtrale dans le journal de milanais Corriere della Sera.
Pendant la Première Guerre mondiale, il tient la rubrique théâtrale du Journal des tranchées (Giornale di trincea) vendu dans les trains aux soldats se rendant au front.
Il devient réalisateur et scénariste après la Seconde Guerre mondiale.

## Filmographie
Réalisateur
- 1943 : Sant'Elena, piccola isola ou Napoleone a Sant'Elena coréalisé avec Umberto Scarpelli

Scénariste
- 1939 : La vedova de Goffredo Alessandrini
- 1941 : Se non son matti non li vogliamo d'Esodo Pratelli
- 1943 : Gente dell'aria	d'Esodo Pratelli

Post mortem
De 1958 à 2002, plus d'une dizaine de téléfilms furent réalisés à partir du livret Turandot de Renato Simoni.